# Diversidad sexual en Chicago
La diversidad sexual de Chicago ha desempeñado un papel significativo en el avance de los derechos de las personas LGBT en el país. Con una población de alrededor de 3 millones de habitantes, Chicago es la tercera ciudad más grande de Estados Unidos, y alrededor de 150 000 de ellas se identifican como lesbianas, bisexuales, gays, transgénero, queer, entre otros.
Los barrios LGBT de Chicago existen desde la década de 1920, cuando existía una vida nocturna LGBT en el distrito de la Torre del Agua. El aumento de los alquileres a mediados del siglo XX obligó a los establecimientos gay-friendly a expandirse progresivamente hacia el norte, pasando por Old Town, Lincoln Park y Lake View.
Boystown es actualmente el barrio gay más conocido de Chicago y un centro de la cultura LGBTQ+. En los últimos años, la zona ha sido criticada por centrarse en los "hombres gays blancos adinerados", en lugar de en la comunidad en general. El proceso de gentrificación ha llevado a muchas personas a mudarse aún más al norte, hacia barrios como Uptown, Edgewater y Rogers Park.

## Historia

Panorámica del centro de Chicago

### Siglo XIX
En 1889, la reformadora social y activista Jane Addams fundó la Hull House de Chicago, la primera casa de asentamiento social de la ciudad. Su propósito era ofrecer ayuda social durante la Edad Dorada, en una época en la que muchos inmigrantes necesitaban asistencia. Addams mantuvo al menos dos relaciones del mismo sexo a lo largo de su vida, una de ellas con Mary Rozet Smith, filántropa nacida en Chicago.

### Siglo XX
Durante las décadas de 1920 y 1930, Chicago vivió el auge de la llamada pansy craze, un periodo de mayor visibilidad LGBTQ en grandes ciudades de EE. UU. Se popularizaron los cabarés y clubes nocturnos LGBT, llegando a haber al menos 35 locales de este tipo en la década de 1930.
En 1924, el inmigrante alemán Henry Gerber fundó en Chicago la Society for Human Rights, considerada la primera organización estadounidense en defensa de los derechos LGBT. Inspirado por iniciativas similares en Alemania. La organización fue reconocida oficialmente por el estado de Illinois el 10 de diciembre de 1924, pero se disolvió poco después. Aun así, marcó un precedente en la historia del activismo gay en EE. UU.
En la segunda mitad del siglo XX, se consolidaron comunidades LGBT en torno a la calle Clark, que dieron lugar a barrios como Boystown y Andersonville. El 28 de julio de 1961, Illinois se convirtió en el primer estado en derogar las leyes de sodomía como parte de una reforma general del código penal. Con el crecimiento de la comunidad también aumentaron las redadas policiales, que derivaban en arrestos por conductas como el travestismo. Grupos como la Mattachine Society intentaron negociar con la policía, sin éxito. En 1970, se celebró el primer desfile del Orgullo de Chicago en conmemoración de los disturbios de Stonewall.

En abril de 1983, Harold Washington fue elegido alcalde de Chicago y se convirtió en un firme defensor de los derechos LGBT. Impulsó ordenanzas pro-LGBT, una de las cuales fue aprobada en 1988, tras su muerte. Durante esa década, la ciudad fue fuertemente golpeada por la epidemia del VIH/sida. En 1985, se fundó la Chicago House para brindar alojamiento a personas afectadas por la enfermedad.

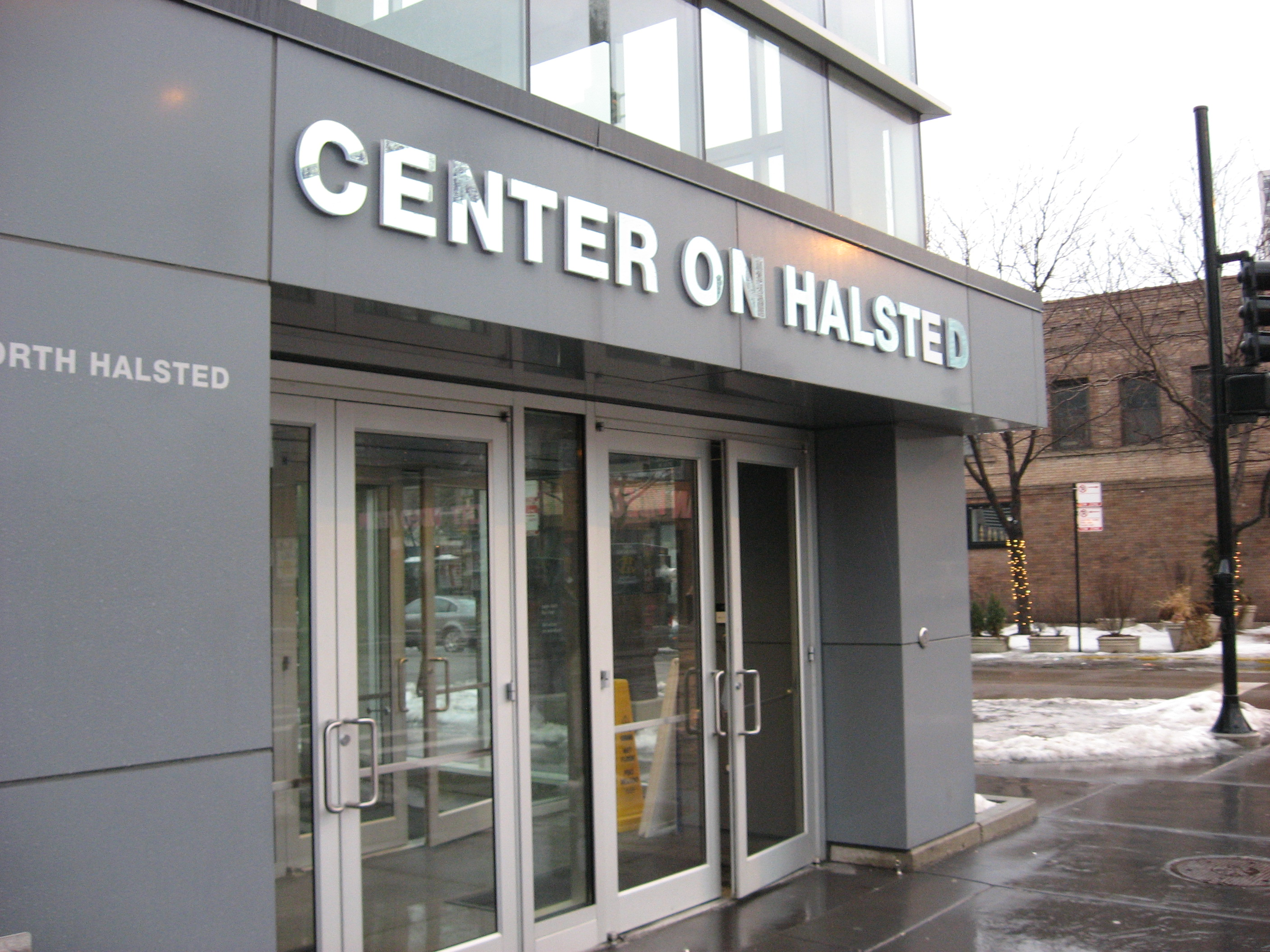
Centro comunitario LGBT Center on Halsted

### Siglo XXI
Durante el siglo XXI, Illinois aprobó una serie de leyes para proteger aún más los derechos de las personas LGBT. En 2006, Illinois prohibió completamente la discriminación por orientación sexual mediante la Ley de Derechos Humanos. En 2007, el Center on Halsted abrió sus puertas en la intersección de las calles Halsted y Waveland, recibiendo a más de mil personas por día.  Los Gay Games de 2006 se celebraron en Chicago del 15 al 22 de julio de 2006.
En 2010, se aprobó la Ley de Mejora de Escuelas Seguras, que prohíbe el acoso o la violencia motivada por discriminación, incluyendo la identidad sexual y de género. En 2013, el gobernador de Illinois Pat Quinn firmó la Ley de Libertad Religiosa y Equidad Matrimonial (Religious Freedom and Marriage Fairness Act), convirtiendo a Illinois en el decimosexto estado en permitir el matrimonio entre personas del mismo sexo. La primera pareja en casarse fue Vernita Gray y su pareja, Patricia Ewert, el 27 de noviembre de 2013.
En 2019, Lori Lightfoot, se convirtió en la primera alcaldesa lesbiana de Chicago. Fue investida el 20 de mayo de 2019. En junio de 2019 se fundó el primer festival del Medio Oeste centrado en el drag, el Chicago Is a Drag Festival.

## Barrios LGBT de Chicago
Entre los barrios reconocidos por su ambiente LGBT-friendly en Chicago se encuentran Boystown, Andersonville, Uptown y Edgewater.

### Boystown
Northalsted, comúnmente conocido como Boystown, alberga una de las poblaciones LGBT más grandes de Estados Unidos y ha sido sede del desfile anual del Orgullo desde 1971. Originalmente, el desfile comenzó en 1970 como una marcha desde Washington Square Park hasta la Torre del Agua, pero desde entonces ha tomado diferentes rutas. En la actualidad, el desfile atraviesa varios barrios de la ciudad.
Boystown es también el hogar del Legacy Walk, que honra a figuras destacadas de la comunidad LGBT mediante retratos y biografías en placas de bronce instaladas a lo largo del barrio. Es el único museo de historia LGBT al aire libre en el mundo.

## Política
En 1961, Illinois se convirtió en el primer estado en derogar su ley de sodomía. La participación política efectiva de los LGBT comenzó en la década de 1960 junto con el movimiento por los derechos civiles, con organizaciones como la Red de Liberación Gay de Chicago, Mattachine Midwest y ACT UP/Chicago.
En 1965, Mattachine Midwest se fundó como una organización defensora de los derechos de las personas homosexuales tras la redada policial en Fun Lounge del año anterior. Contribuyó a combatir la discriminación contra los grupos LGBT y creó un boletín mensual que proporcionaba a los grupos LGBT de Chicago información sobre la comunidad gay y un número de teléfono para que pudieran encontrar ayuda legal, médica, psicológica, laboral o religiosa si la necesitaban.
Durante los años 60, 70 y 80, Chuck Renslow fue uno de los principales activistas de la comunidad LGBT y trabajo junto al Partido Demócrata por protecciones antidiscriminatorias. Se desempeñó durante ocho años como capitán de distrito demócrata y fue delegado a la Convención Nacional Demócrata de 1980. En 1983, la candidata a la alcaldía Jane Byrne prometió apoyar a la comunidad LGBT y recibió el respaldo de los Chicago Gay and Lesbian Democrats. Harold Washington venció a Byrne en las primarias demócratas y luego recibió el apoyo del electorado LGBT, lo que ayudó a su victoria en las elecciones generales.
Originalmente llamada Chicago Anti-Bashing Network en 1988 y renombrada como Gay Liberation Network (GLN) en 2004, esta organización fue fundada por el activista Andy Thayer tras el asesinato de Matthew Shepard. La GLN participó activamente en protestas contra la discriminación, incluso por parte del Departamento de Policía de Chicago. Su activismo  fue crucial para la aprobación del proyecto SB10 en noviembre de 2013, que legalizó el matrimonio entre personas del mismo sexo en el estado.
En 2019, Lori Lightfoot fue elegida como la 56.ª alcaldesa de Chicago, convirtiéndose en la primera mujer negra y persona abiertamente homosexual en ocupar el cargo. Durante su mandato, presentó una resolución para reconocer y promover los negocios LGBT. Con el tiempo, la comunidad LGBT ha adquirido un rol más activo en la política local. En 2023, Chicago contaba con nueve concejales abiertamente LGBT, el mayor número en cualquier concejo municipal del país.

## Medios
Los ya desaparecidos Chicago Gay Crusader y Windy City Times sirvieron como medios para el público LGBT. Windy City Radio es la única emisora radial LGBT de la ciudad.